# Dania Prince
Dania Patricia Prince Méndez (Choluteca, 10 febbraio 1980) è una modella honduregna, vincitrice del concorso Miss Terra 2003.

## Biografia
Nel 1998, Dania Prince aveva vinto il titolo di Miss Honduras, ed aveva avuto modo di partecipare a Miss Universo 1998, che quell'anno fu vinto da Wendy Fitzwilliam proveniente da Trinidad e Tobago. Nello stesso anno è finalista al concorso Top Model of the Year, mentre a novembre 1999 vince Miss América Latina 2000.
Nel 2003, vincendo la corona di Miss Terra ha donato al suo paese, l'Honduras, la prima vittoria ad un concorso di bellezza internazionale importante. Dopo l'anno di regno, Dania Prince ha lavorato a lungo come modella fra l'America centrale, Miami, New York e Milano, sino al 4 novembre 2008, giorno in cui ha sposato il connazionale Frank Fuentes in una cerimonia tenuta a Miami Beach. Il 1º febbraio 2009 la coppia ha avuto la loro prima figlia, Mia Valentina.